# NGC 4449
Az NGC 4449 (más néven Caldwell 21) egy szabálytalan galaxis a Canes Venatici (Vadászebek) csillagképben.

## Felfedezése
A galaxist William Herschel fedezte fel 1788. április 27-én.

## Tudományos adatok
Az NGC 4449 galaxis 207 km/s sebességgel távolodik tőlünk.